# Кубок світу з біатлону 2012—2013 — етап 4
Четвертий етап Кубка світу з біатлону 2012—2013 відбудеться в Обергофі, Німеччина, з 1 по 6 січня 2013 року. У програмі етапу заплановано проведення 6 гонок: чоловічої та жіночої естафет, спринту та гонки переслідування у чоловіків та жінок.

## Гонки
Розклад гонок наведено нижче
| Дата    | Час       | Гонка                            |
| ------- | --------- | -------------------------------- |
| 3 січня | 17:30 CET | Жінки, естафета 4x6 км           |
| 4 січня | 17:30 CET | Чоловіки, естафета 4x7,5 км      |
| 5 січня | 14:30 CET | Жінки, спринт 7,5 км             |
| 5 січня | 17:45 CET | Чоловіки, спринт 10 км           |
| 6 січня | 13:10 CET | Жінки, переслідування 10 км      |
| 6 січня | 15:35 CET | Чоловіки, переслідування 12,5 км |

## Чоловіки

### Естафета
Погодні умови під час чоловічої естафети стали точною копією вчорашнього дня: вітер, туман, плюсові температури і дощ. Єдиною перевагою сьогодні були більш щільні траси, посипані спеціальної сіллю для затвердіння снігу.
Перший етап естафети, як завжди, визначив коло кандидатів на перемогу. Спочатку не пощастило німцям і норвежцям, яким через пустощі вітру довелося проходити по штрафному колу і спуститися на п'яте і дев'яте місця відповідно. В результаті лідируючу позицію з перевагою в 19 секунд зайняли українці, переслідувані чехами і росіянами. На другому етапі Уле-Ейнарові Б'єрндалену вдалося скоротити відставання норвезької збірної вже на підході до першої стрільби. Швидко відстрілявши, він вирвався в лідери і помчав до наступного вогневого рубежу, де знову впевнено закрив всі п'ять мішеней, немов би нагадавши глядачам про колишні заслуги. Естафету спортсмен передав з перевагою в 25 секунд. Слідом за юним колегою Бьорндалена Ерлендом Б'єнтегардом на трасу вийшли американець Тім Берк і німець Ерік Лессер.
Б'єнтегарду знадобився всього один додатковий патрон на першій стрільбі, в той час як росіянин Антон Шипулін показав аналогічний результат і піднявся на другу позицію. На "стійці" Б'єнтегард знову промахнувся один раз, але зберіг перевагу команди, передавши естафету з відривом в 1,5 секунди. Шипулін використовував два доппатрона і поступився другим місцем німцеві Арнду Пайфферу, який пішов слідом за ним з вогневого рубежу. Однак Антону вдалося відіграти втрачений час за рахунок швидкого ходу на 2,5 кілометровому колі і передати естафету другим. Слідом за колегою Шипуліна на трасу вийшли представники Німеччини і України. Тимчасовий розкид лідерів естафети на останньому етапі склав всього шість секунд - пристрасті розпалювалися.
На першому вогневому рубежі останнього етапу Еміль Хегле Свендсен майстерно закрив усі мішені, що дозволило йому відірватися від Дмитра Малишка на 14 секунд. Німець Флоріан Граф зберіг третю позицію. Результат змагання визначився на "стійці", де Свендсену знадобилися цілих три доппатрона, а Малишко - лише один. В результаті росіянин зайняв лідируючу позицію, пішовши з рубежу з перевагою в 10 секунд і зумівши зберегти його, незважаючи на всі зусилля невтомного Свендсена. Трійку лідерів впевнено замкнув Граф. Команда України фінішувала четвертою.

### Спринт
До початку чоловічої гонки туман не розсіявся, до того ж почав мрячити дощ. У комбінації з вітром, що дув на стрільбищі з правого боку, це стало причиною численних штрафних кіл.
На початку змагання лідирував Еміль Хегле Свендсен, який чисто відстріляв на першій стрільбі та один раз промахнувся на «стійці» і кинувся до фінішу з найкращим на той момент показником. Євген Гаранічев продемонстрував аналогічний результат на стрільбищі і "проскочив" вперед норвежця на фініші, відігравши у нього півсекунди. Алексі Беф відстріляв "на нуль" і посів другу позицію, однак не зміг утримати її і поступився 1,8 секунди Гаранічеву. Початок виступу Малишка склався не так вдало, як у решти: після "лежки" йому довелося піти на штрафне коло. Однак на "стійці" він закрив всі мішені і вийшов на трасу з перевагою в 4,2 секунди. Як і вчора під час естафети, спортсмен повністю виклався на останньому колі, проте цього разу зумів не просто утримати, а збільшити свою перевагу, яка у підсумку склало 12,6 секунди.
Отже сьогодні росіянин Дмитро Малишко піднявся на вищий щабель п'єдесталу пошани вдруге поспіль, вигравши спринт на 10 км з часом 25:07.9 і одним штрафним колом. Вчора він виступив на завершальному етапі естафетної гонки, в якій російська чоловіча команда зайняла перше місце. Сьогоднішній тріумф став першою в його кар'єрі особистою перемогою на Кубку світу. Другим до фінішу прийшов Євген Гаранічев, який також не закрив одну мішень і поступився співвітчизнику 12,6 секунди. Третє місце посів норвежець Еміль Хегле Свендсен з однією помилкою та відставанням в 13,1 секунди. Четверте місце дісталося французу Алексі Бефу, який чисто провів стрільбу, але поступився переможцеві 14,4 секунди. П'ятим став росіянин Євген Устюгов з однією неточністю (15,4). Олексій Волков став четвертим представником збірної Росії, які потрапили до першої шістки. Він чисто відстріляв, але відстав від лідера на 21 секунду.
Українські хлопці після вчорашнього успіху в естафеті, сьогодні провели старт дещо слабше. Хоча навіть при цьому троє українців фінішували в очковій зоні, а найкращим в команді з 22-м результатом став Сергій Семенов.
У Кубку націй Україна продовжує залишатися восьмою, але до шведів, які йдуть тепер сьомими, ми наблизилися на відстань 12-ти балів. Але за місце в десятці на даний момент турбуватися не варто: на щастя наші хлопці змушують цілеспрямовано дивитися тільки вперед, а не озиратися назад. А на вершині заліку чергова зміна лідерів: росіяни впевнено обійшли норвежців.

### Переслідування
У паузі між жіночим і чоловічим пасьютом почався сильний дощ, який закінчився прямо перед стартом у чоловіків. Незважаючи на легкий туман, погодні умови були сприятливими, особливо для стрільби. Старт пройшов без пригод, за винятком того, що Уле-Ейнар Б'єрндален стартував раніше призначеного часу і отримав 30 штрафних секунд згідно з Правилами IBU.
Дмитро Малишко зберіг лідерство на першому колі, пройшов вогневий рубіж без промахів і покинув стрільбище з перевагою понад 15 секунд від своїх найближчих переслідувачів, Євгена Гаранічева і Алексі Бефа, які також закрили всі мішені. Другий вогневий рубіж не змінив розстановку сил: трійка лідерів знову не допустила промахів, так само як і Клемен Бауер, що йшов четвертим. Малишко продовжував йти по трасі в комфортному для себе ритмі, зберігаючи перевагу приблизно в 20 секунд від переслідувачів. На третій вогневий рубіж Еміль Хегле Свендсен, який заробив два штрафних кола на «лежці», вийшов попереду Бауера. Малишко, Гаранічев і Беф продовжили спокійну влучну стрільбу, створюючи відчуття, що біатлон - це зовсім просто. За прискорення Свендсену довелося розплатитися промахом, що відкинуло його на п'яте місце за Ондреєм Моравецем, який, як і лідери, закривав усі мішені по ходу пасьюту.
Малишка швидко вразив п'ять мішеней, які залишилися і помчав на фініш. Беф, Гаранічев і Свендсен допустили промахи, що дало шанс Моравецю. Він знову закрив усі мішені і піднявся на друге місце, яке, однак, програв Гаранічеву прямо на виході зі стадіону. Розстановка сил в трійці лідерів збереглася до фінішу. Свендсен нагнав Вегера за 500 м до фінішу і став четвертим.

### Призери
| Гонка:                                                                       | Золото:                                                           | Час                                                       | Срібло:                                                                                | Час                                                       | Бронза:                                                     | Час                                                       |
| Естафета 4 x 7,5 км Протокол [Архівовано 12 січня 2013 у WebCite]            | Росія Олексій Волков Євген Гаранічев Антон Шипулін Дмитро Малишко | 1:20:35.7 (0+2) (0+1) (0+0) (0+3) (0+1) (0+2) (0+2) (0+1) | Норвегія Генрік л'Абе-Лунд Уле-Ейнар Б'єрндален Ерленд Б'єнтегард Еміль Хегле Свендсен | 1:20:44.1 (0+0) (1+3) (0+0) (0+0) (0+1) (0+1) (0+0) (0+3) | Німеччина Сімон Шемпп Ерік Лессер Арнд Пайффер Флоріан Граф | 1:21:15.0 (1+3) (0+0) (0+0) (0+0) (0+3) (0+1) (0+2) (0+0) |
| Спринт 10 км Протокол [Архівовано 7 січня 2013 у Wayback Machine.]           | Дмитро Малишко Росія                                              | 25:07.9 (1+0)                                             | Євген Гаранічев Росія                                                                  | 25:20.5 (1+0)                                             | Еміль Хегле Свендсен Норвегія                               | 25:21.0 (0+1)                                             |
| Переслідування 12,5 км Протокол [Архівовано 8 січня 2013 у Wayback Machine.] | Дмитро Малишко Росія                                              | 32:22.9 (0+0+0+0)                                         | Євген Гаранічев Росія                                                                  | 33:05.0 (0+0+0+1)                                         | Ондрей Моравець Чехія                                       | 33:12.8 (0+0+0+0)                                         |

## Жінки

### Естафета
Вісімнадцять жіночих естафетних команд зіткнулися сьогодні обличчям до обличчя з примхливою погодою Обергофа: їм довелося боротися не тільки з суперницями, але і туманом і дрібним дощем. На пухкій трасі, що була наскрізь промокнута дівчатам з силою давався буквально кожен крок. Незважаючи на негоду, на стадіон Обергофа прийшло близько 7500 уболівальників, охочих одержати чергову "дозу" біатлону у новому році.
Розрив між учасницями утворився досить швидко. Спочатку гонку контролювала представниця Чехії за нею слідувала полька, а на третій позиції, незважаючи на падіння перед підходом до "стійки", трималася німкеня Тіна Бахманн з відставанням у 13,9 секунди. Початок другого етапу естафети пройов "під знаком" Міріам Гесснер, яко показала вражаючу швидкість і вирвалася вперед суперниць. Однак при стрільбі з положення стоячи дівчина заробила цілих два штрафних кола, втратила 10,8 секунди і була відкинута на другу позицію. У лідери, в свою чергу, вибилася команда Польщі, яка використала на той момент сім додаткових патронів, але уникнула штрафних кіл. Слідом за польками і німкенями естафету прийняли українки, норвежки та росіянки, яких відокремлювали від представниці Німеччини всього 6 секунд.
У зв'язку зі складними погодними умовами сьогодні не обійшлося без падінь, які стали "обов'язкової" частиною програми на слизьких поворотах і пухких підйомах.
До моменту заходження на першу стрільбу під час третього етапу на першу позицію вийшла українка Олена Підгрушна, переслідувана спортсменками з Польщі, Норвегії та Німеччини. Завдяки чистій стрільбі на "стійці" Підгрушна збільшила свою перевагу над найближчою суперницею з Німеччини до 20 секунд, в той час як іншим учасницям, які боролися зі стихією та власною втомою, довелося проходити штрафні кола і перезаряджати гвинтівки. До четвертого етапу відрив України від Франції та Німеччини склав 43 секунди. Віті Семеренко, яка чисто пройшла першу стрільбу вдалося зберегти його, в той час як німкені відстали від француженок на 20 секунд. На останньому вогневому рубежі Віта закріпила лідерство, використавши всього один доппатрон. Марі Дорен Абер відстрілялася "на нуль" і впевнено фінішувала другою. Німкені завершили змагання лише 40 секунд потому, замкнувши трійку призерів.

### Спринт
Умови під час жіночого спринту були, мабуть, самими складними за весь тиждень: туман на стадіоні до моменту старту змагання став ще густіший, ніж у попередні дні. Біле марево то трохи розсіювалося, полегшуючи завдання стрільцям, то густішало ...
Тура Бергер, яка вийшла на старт дванадцятою, чисто відстріляла з положення лежачи та стоячи і з легкістю помчала до фінішу як лідер. Міріам Гесснер, яка стартувала під номером 14, також закрила всі мішені на першій стрільбі і несподівано відірвалася від Бергер на 22 секунди. Незважаючи на глибокий і пухкий сніг, Гесснер буквально летіла по трасі і підійшла до "стійки" вже з 27-секундною перевагою. Тут спортсменці не пощастило - в ціль не попали відразу два постріли. Втім, під кінець змагання це ніяк не позначилося: зі штрафного кола Міріам вийшла з п'ятисекундною перевагою над Бергер. На фінальному відрізку траси німкеня трохи зменшила темп, але все ж фінішувала двома секундами раніше норвежки, що виступала в жовтій майці лідера.
З кожним стартом траса ставала все повільнішою, тим не менш, німкені Андреа Генкель вдалося зробити серйозну спробу обійти свою юну колегу. На стрільбищі досвідчена спортсменка, яка прохворіла майже всі канікули, продемонструвала відмінну форму і закрила всі мішені на першій стрільбі, що дозволило їй вийти на третє місце. На "стійці" вона знову відстріляли на "нуль" і утримала свою позицію, попри те, що, як і всі інші, зменшила темп на останньому колі. Цей результат став першим призовим місцем Хенкель в поточному сезоні.
Слідом за приємними сюрпризами в естафетах, настала черга і особистих гонок. Сьогодні в жіночому спринті приємну сенсацію піднесла Юлія Джима! 22-річна киянка бездоганно відпрацювала на вогневих рубежах і, показавши шостий час, встановила новий особистий рекорд у гонках Кубка світу!
Більше ніхто з наших спортсменок показати абсолютну точність не зумів. Але зате в швидкості українки виглядали дуже конкурентно, завдяки чому вся наша команда фінішувала у тридцятці найкращих! Цікаво що практично синхронний результат показали сестри Семеренко: Віта і Валя промахнулися по два рази і на фініші їх розділило всього 1,3 секунди.
У заліку Кубку світу найкращою з українок залишається Олена Підгрушна, причому вона зуміла піднятися на 9-е місце в загальному заліку. Віта Семеренко піднялася на 11-е місце, Юлія Джима - на 28-е.
У Кубку націй Україна залишається четвертою, відставши від норвежок, які йдуть третіми, на 50 балів. А в боротьбі за лідерство між збірними Росії і Німеччини залишилося всього 3 бали.

### Переслідування
Погодні умови в жіночому пасьюті були найкращими у порівнянні з іншими гонками протягом цього тижня: дощ майже вщух, дув легкий вітерець, туман розвіявся. Тим не менш, ситуація на вогневих рубежах кілька разів кардинальним чином міняла розклад сил. На перший вогневий рубіж Міріам Гесснер, Тура Бергер і Андреа Генкель вийшли разом. Швидка німкеня не закрила жодної з п'яти мішеней; Бергер, Хенкель і Ольга Зайцева продовжили гонку без промахів. На другому вогневому рубежі Бергер, яка почала стрільбу з великим доробком, промахнулася чотири рази. Хенкель, яка пройшла один штрафне коло, очолила гонку. Зайцева і Марі Дорен Абер допустили по два промахи і йшли за нею на другому і третьому місці відповідно. У першій «стійці» Хенкель промазала двічі, а Зайцева, яка не закрила одну мішень, стала лідером з відривом 14,6 секунд від Хенкель. Тим часом Вероніка Віткова, яка заробила всього лише одне штрафне коло за три вогневі рубежі, висунулася на третє місце.
Було очевидно, що всі крапки над «і» має розставити останній вогневий рубіж, при цьому мова йшла не тільки про переможця, але, можливо, і про друге і третє місця. Зайцева на самоті вийшла до мішеней і не допустила жодного промаху, закріпивши свою заявку на перемогу. Крім того, чисто відстрілялися Вероніка Віткова і Валя Семеренко. Вони покинули стрільбище з різницею в дві секунди, поступаючись лідеру понад 25 секунд. Хенкель скотилася на п'яте місце через ще один промах. Марі-Лор Брюне в четвертий раз закрила всі п'ять мішеней і на початку фінального кола випереджала Хенкель приблизно на 10 секунд.
Таким чином у сьогоднішній гонці перемогу здобула Ольга Зайцева з результатом 32:01,9 хв і трьома промахами. Це перша перемога біатлоністки в сезоні, яка продовжує успішну серію збірної Росії, розпочату вчора Дмитром Малишком в спринті. Чешка Вероніка Віткова вперше в кар'єрі посіла призове місце, ставши другою з відставанням 25,9 с і одним промахом. Символічна бронза дісталася українці Валі Семеренко, яка фінішувала з одним промахом і відставанням 28,4 с. Незважаючи на сім промахів, норвежка Тура Бергер змогла закінчити пасьют на четвертому місці з відставанням 36,8 с. Білоруска Дарія Домрачева, яка не закрила п'ять мішеней - стала п'ятою, поступившись Бергер 2,9 с. Шосте місце дісталося француженці Марі-Лор Брюне; вона закрила всі мішені і фінішувала з відставанням 48 секунд.
Крім успіху Валі Семеренко, не можна не відзначити прогрес і інших наших дівчат. Віта Семеренко до останніх метрів дистанції зберігала шанси навіть на вісімку найкращих, але в підсумку фінішувала 12-ю, піднявшись на одну сходинку після спринту. Олена Підгрушна, пройшовши на нуль три вогневі рубежі, на четвертому допустила три помилки і закінчила гонку 14-ю, також піднявшись зі стартового 21-го місця. Наталія Бурдига відіграла вісім місць і перетнула фінішну межу 22-ю. І лише вчорашній сенсації Юлії Джимі не вдалося хоча б утриматися на завойованих вчора позиціях: на першому колі Юля пережила досить болісне падіння, через що і перший рубіж, і подальша гонка у неї пішла шкереберть: у підсумку вона 30-та.

### Призери
| Гонка:                                                                     | Золото:                                                          | Час                                           | Срібло:                                                       | Час                                                       | Бронза:                                                                   | Час                                                       |
| Естафета 4 x 6 км Протокол [Архівовано 3 січня 2013 у Wayback Machine.]    | Україна Юлія Джима Валя Семеренко Олена Підгрушна Віта Семеренко | 1:20:16.1 (0+0) (0+1) (0+1) (0+1) (0+0) (0+1) | Франція Марі Лор Брюне Анаїс Бескон Софі Буаї Марі Дорен Абер | 1:21:02.0 (0+0) (0+2) (0+0) (0+0) (0+1) (0+1) (0+0) (0+0) | Німеччина Тіна Бахманн Міріам Гесснер Франциска Хільдебранд Надін Горхлер | 1:22:03.4 (0+0) (0+0) (0+0) (2+3) (0+1) (0+1) (0+1) (0+2) |
| Спринт 7,5 км Протокол [Архівовано 12 січня 2013 у WebCite]                | Міріам Гесснер Німеччина                                         | 21:17.2 (0+2)                                 | Тура Бергер Норвегія                                          | 21:19.2 (0+0)                                             | Андреа Генкель Німеччина                                                  | 21:43.3 (0+0)                                             |
| Переслідування 10 км Протокол [Архівовано 8 січня 2013 у Wayback Machine.] | Ольга Зайцева Росія                                              | 32:01.9 (0+2+1+0)                             | Вероніка Віткова Чехія                                        | 32:27.8 (1+0+0+0)                                         | Валя Семеренко Україна                                                    | 32:30.3 (0+1+0+0)                                         |

## Досягнення
Найкращий виступ за кар'єру
Перша гонка в Кубку світу